# Accademia reale di belle arti di Gand
L'Accademia reale di belle arti di Gand (in olandese: Koninklijke Academie per Schone Kunsten van Gent - KASK Gent) è una scuola d'arte situata a Gand in Belgio, una delle più antiche di questa regione. Dal 1995 fa parte della Hogeschool Gent.

## Storia

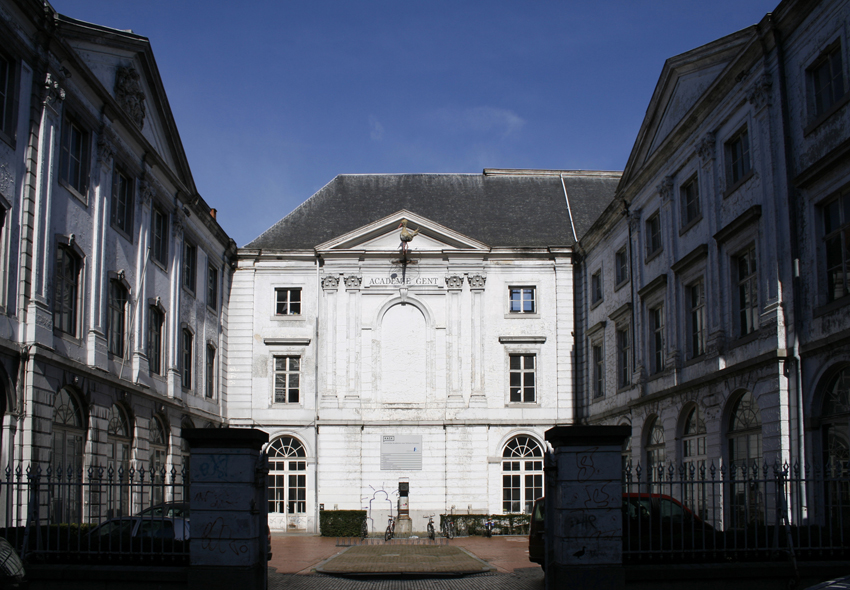
Facciata dell'edificio storico (Gand).

L'Accademia fu originariamente fondata tra il 1748 e il 1751 come scuola privata nella casa del pittore Philips Karel Marissal (1698-1770), che, di ritorno da Parigi, era stato colpito dall'Académie royale de peinture et de sculpture.
La scuola riceve nel 1771, dopo la morte del suo fondatore e l'approvazione dell'autorità, la carta reale dell'imperatrice Maria Teresa d'Austria. Questa omologazione consente allo stabilimento di mantenere il suo prestigio e di ottenere il titolo di "accademia reale". Uno dei primi direttori fu il pittore fiammingo Petrus Norbertus van Reysschoot (1738-1795).
Nel XIX secolo, l'Accademia si è aperta all'insegnamento della litografia e delle arti grafiche, oltre a pittura, scultura, architettura e incisione. Dagli anni 1870-1880, i giovani pittori di Gand, che avevano frequentato la scuola, si radunarono a Laethem-Saint-Martin e formarono una comunità duratura. Victor Horta, che ha rivoluzionato l'architettura moderna, proveniva da questa scuola.
Dopo il 1945, la scuola si aprì alla fotografia e alle arti video e lavorò in associazione con Amsterdam, Bruxelles e Londra.
Nel 1995, l'Accademia fu una delle sedici istituzioni culturali fuse nella Hogeschool Gent, incluso il Conservatorium fondato nel 1835 da Joseph-Martin Mengal, con il quale ora costituisce la School of Arts: quasi mille sono gli studenti che frequentano questi due istituti in cui l'istruzione è impartita in diverse lingue europee.

## Staff e alunni
Tra gli insegnanti e i direttori, sono inclusi Félix De Vigne, Joseph Paelinck, Pieter-Frans De Noter e Jean-François Portaels.
Gli alunni dell'Accademia includono:
| - Lieve Blancquaert - Rudi Bogaerts - Dirk Braeckman - Jan-Frans Cantré - Hugo Claus - Hilde Daem - Walter De Buck - Cesar de Cock - Jan De Cock - Stefanie De Graef - Carl De Keyzer - Gerda Dendooven - Valerius De Saedeleer - Gustave De Smet - Léon De Smet - Sanne De Wilde - Lukas Dhont - Etienne Elias | - Nick Ervinck - Frans Masereel - George Minne - Constant Montald - Constant Permeke - Albert Saverys - Raoul Servais - Johan Tahon - Koen Theys - Frits Van den Berghe - Gustave Van de Woestyne - Felix Van Groeningen - Albert Van huffel - Jan Van Imschoot - Octave Van Rysselberghe - Philippe Van Snick - Geo Verbanck - Annemie Verbeke - Jef Wauters - Roger Wittevrongel - Max Pinckers |